# Operation Flamboyan

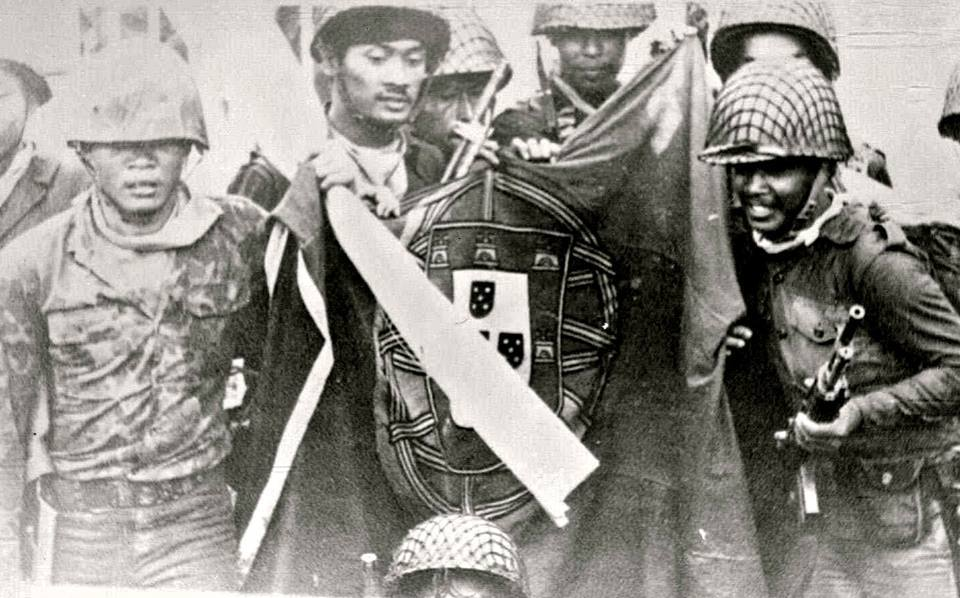
Indonesische Soldaten posieren im November 1975 im osttimoresischen Batugade mit einer erbeuteten portugiesischen Flagge

Die Operation Flamboyan (indonesisch Operasi Flamboyan, deutsch Flammenbaum) war 1975 eine gemeinsame Militäroperation verschiedener Teile der Streitkräfte Indonesiens mit Ziel der Annexion der Kolonie Portugiesisch-Timor. Die Planung der Operation stammte von Generalmajor Benny Moerdani im Auftrag des indonesischen Verteidigungsministeriums.

## Vorgeschichte
Mit der Operation Komodo hatte der indonesische Militärgeheimdienst Bakin 1974/75 die benachbarte Kolonie Portugiesisch-Timor, die eigentlich auf die Unabhängigkeit vorbereitet werden sollte, destabilisiert und einen Bürgerkrieg zwischen der FRETILIN und União Democrática Timorense (UDT) ausgelöst. Die FRETILIN ging in dem dreiwöchigen Bürgerkrieg als Sieger hervor. UDT- und APODETI-Anhänger mussten in das indonesische Westtimor fliehen. Sie arbeiteten nun direkt mit den Indonesiern zusammen. Indonesien stellte den Bürgerkrieg als Bedrohung der regionalen Stabilität dar, obwohl die FRETILIN nach ihrem Sieg schnell wieder für Ruhe und Ordnung sorgte und die Unterstützung der Bevölkerung hatte. Am 31. August 1975 wurde der Oberbefehl vom Bakin  an das speziell gegründete  militärische Kommando der Komando Tugas Gabungan (Kogasgab, deutsch Kommando der gemeinsamen Sondereinheit) übergeben und die Operation Komodo durch die Operation Flamboyan ersetzt, die nun großangelegte militärische Operationen einschloss.

## Die Operation
Bereits nach der Entstehung der kurzlebigen Koalition von UDT und FRETILIN am 21. Januar 1975 begann Indonesien im südlichen Sumatra große Militärübungen, mit denen eine Invasion Osttimors geübt wurde. An der Grenze zu Portugiesisch-Timor wurden die Truppen in kleinem Rahmen verstärkt.
Zwischen Dezember 1974 und Februar 1975 traf unter Führung von Oberst Dading Kalbuadi ein achtköpfiges Team der Spezialkräfte (Kopassandha) in der indonesischen Grenzstadt Atambua ein und leistete die Vorarbeit für die Operation Flamboyan. Das Team übernahm das Agentennetzwerk der Operation Komodo und die 216 Partisanen der APODETI, die von Tomás Gonçalves geführt wurden und bereits seit August 1974 vom indonesischen Militär in Atambua ausgebildet wurden. Die portugiesische Verwaltung schickte im Januar 1975 eine Delegation nach Atambua, um die Partisanen zur Rückkehr nach Portugiesisch-Timor zu bewegen, hatte aber damit keinen Erfolg. Der indonesische Hauptmann Mohammad Yunus Yosfiah rekrutierte und bildete zwischenzeitlich in Westjava neue Rekruten für die Kopassandha aus. Ende April wurde das Team in Atambua um 80 Mann verstärkt.
Ab Ende August/Anfang September 1975 begannen indonesische Spezialeinheiten, Tim Susi genannt, mit Einfällen in das portugiesische Territorium. Der erste Angriff wurde von Hauptmann Yunus Yosfiah geführt und von osttimoresischen Partisanen unterstützt, die von den Indonesiern ausgebildet worden waren. Er führte nach Atsabe. Ziel waren Terror und Einschüchterung. Am 14. September kam es zum Gefecht mit FRETILIN-Kämpfern an der Grenze bei Atsabe. Am selben Tag starteten die Indonesier ähnliche Angriffe auf Bobonaro und Suai.  Hohe Verluste zwangen die Indonesier aber zunächst zu einem Stopp der Einsätze.
Am 8. Oktober besetzten als UDT-Kämpfer getarnte indonesische Truppen den osttimoresischen Grenzort Batugade und vertrieben die dortigen FALINTIL-Einheiten nach Balibo. Hier wurde das Hauptquartier der Operation aufgebaut. Bis Mitte Oktober waren Bobonaro und Cova Lima, die Distrikte an der Grenze, in großen Teilen in indonesischer Hand. Am 15. Oktober begannen Tim Susi und Bataillone der 2. Infanteriebrigade der indonesischen Armee mit dem Angriff auf Balibo. Indonesische Kriegsschiffe beschossen die Küste. Osttimoresische Milizen waren an dem Angriff kaum noch beteiligt. Zwei britische, ein neuseeländischer und zwei australische Fernsehjournalisten (die Balibo Five), die Zeugen der Einnahme der Grenzstadt am 16. Oktober geworden waren, wurden von indonesischen Soldaten gezielt ermordet. Neben Balibo wurde am 16. Oktober Maliana eingenommen. Indonesische Flugzeuge waren hier gelandet. Trotz dieser klaren großangelegten Offensivmaßnahmen  dementierte Indonesien selbst jetzt noch, Truppen in Osttimor zu haben oder das Land gar gewaltsam besetzen zu wollen. UDT- und APODETI-Kämpfer würden nur Angriffe der FRETILIN auf indonesisches Territorium zurückschlagen und seien auch für den Tod der Journalisten verantwortlich.
Ein weiterer mit einem Angriff im Oktober weiter nach Portugiesisch-Timor vorzustoßen, scheiterte am Widerstand der FRETILIN. Laut einem CIA-Bericht vom 20. Oktober hätten die Indonesier es nicht geschafft den Grenzort Lebos „zu sichern“. Hier fehlte die Unterstützung der Schiffsartillerie. Auch in Lela (Suco Holpilat) blieb Mitte Oktober ein indonesischer Angriff stecken. Die Indonesier hatten Probleme mit ihren Waffen und Schwierigkeiten mit der beginnenden Regenzeit. Nach einer Kampfpause nahm man am 20. November die Offensive wieder auf. Ziel war nun Atabae an der Küste. Erstmals wurden Marine- und Luftwaffeneinheiten gemeinsam gegen die osttimoresischen Verteidiger eingesetzt, die von Aquiles Freitas Soares befehligt wurden. Sie waren zumeist ehemalige osttimoresische Soldaten der 6. portugiesischen Kavalleriekompanie. Am 26. November stellten die Osttimoresen den Widerstand ein und die Indonesier besetzten den Hauptort Aidabaleten am Morgen des 28. Novembers.
Am selben Tag versuchte die FRETILIN mit der einseitigen Erklärung der Unabhängigkeit noch internationale Unterstützung zu bekommen. Indonesien reagierte mit der Meldung, die Führer von UDT, APODETI, KOTA und der Arbeiterpartei hätten am 30. November die sogenannte Balibo-Deklaration unterzeichnet, in der zum Anschluss Osttimors an Indonesien aufgerufen wurde. Die Unterzeichner waren aber mehr oder weniger Gefangene Indonesiens, die zur Unterschrift gezwungen wurden. Der Text war unter anderem vom Bakin-Agenten Louis Taolin verfasst worden. Ab dem 7. Dezember 1975 begann Indonesien, mit Berufung auf die Balibo-Deklaration, die Operasi Seroja (Operation Lotus) und damit die offene Invasion in das restliche Gebiet von Osttimor mit der Besetzung der Hauptstadt Dili.